# 1998 في الأردن
فيما يلي قوائم الأحداث التي وقعت خلال عام 1998 في الأردن.

## سياسة
- الملك: الحسين بن طلال
- ولي العهد: الحسن بن طلال
- رئيس الوزراء:

- عبد السلام المجالي حتى 20 أغسطس 1998 
- فايز الطراونة

- رئيس مجلس النواب:

- سعد هايل السرور
- عبد الهادي المجالي